# Morti nel 946
| Questa pagina contiene informazioni ricavate automaticamente dalle voci biografiche con l'ausilio del template Bio e di un bot. L'aggiornamento è periodico e automatico e ricostruisce completamente la pagina. Se manca una persona in questa lista, sei pregato di non aggiungerla, ma accertati piuttosto che la sua voce biografica contenga il template Bio e che i dati anagrafici siano correttamente compilati. Se il template Bio manca, inseriscilo tu stesso o, in alternativa, metti l'avviso {{tmp\|Bio}} che ne segnala la mancanza. Se i dati riportati sono sbagliati, correggi direttamente la voce biografica; le modifiche saranno visibili in questa lista entro pochi giorni. Per chiarimenti vedi il progetto biografie. La lista contiene solo le 13 persone che sono citate nell'enciclopedia e per le quali è stato implementato correttamente il template Bio. Pagina aggiornata al 10 feb 2025. |

- 26 gennaio - Eadgyth, nobile britannica (n. 910)
- 17 maggio - Al-Qa'im bi-amr Allah, arabo (n. 893)
- 26 maggio - Edmondo I d'Inghilterra, sovrano inglese (n. 921)
- 27 maggio - Papa Marino II, papa e cardinale italiano
- 4 giugno - Guaimario II di Salerno, principe longobardo
- 18 agosto - Giovanni di Rila, religioso e santo bulgaro
- 21 novembre - Mauro di Cesena, vescovo e monaco cristiano italiano
- Eude di Vermandois, conte
- Skalla-Grímr, poeta, esploratore e militare norvegese (n. 863)
- Costantino Lecapeno, imperatore bizantino
- Ibrahim ibn Sinan, astronomo e matematico arabo (n. 908)
- Abu Bakr ibn Yahya al-Suli, poeta e storico arabo (n. 880)
- Muhammad ibn Tughj, militare turco (n. 882)